# Lophomyrmex
Lophomyrmex – rodzaj mrówek z podrodziny Myrmicinae. 
Opisany został w 1892 roku przez Carlo Emeryego. W przeszłości klasyfikowany w plemionach Solenopsidini, Myrmicini, Pheidologetini i Pheidolini. To ostatnie zostało na podstawie analiz filogenetycznych zsynonimizowane z Crematogastrini przez P.S. Warda i innych w 2015 roku
Należy tu 12 opisanych gatunków:
- Lophomyrmex ambiguus Rigato, 1994
- Lophomyrmex bedoti Emery, 1893
- Lophomyrmex birmanus Emery, 1893
- Lophomyrmex changlangensis Sheela & Ghosh, 2008
- Lophomyrmex indosinensis Yamane & Hosoishi, 2015
- Lophomyrmex kali Rigato, 1994
- Lophomyrmex longicornis Rigato, 1994
- Lophomyrmex lucidus Menozzi, 1930
- Lophomyrmex opaciceps Viehmeyer, 1922
- Lophomyrmex quadrispinosus (Jerdon, 1851)
- Lophomyrmex striatulus Rigato, 1994
- Lophomyrmex taivanae Forel, 1912
- Lophomyrmex terraceensis Bharti & Kumar, 2012